# Honey Mellody
William "Honey" Mellody (Charlestown, 15 de janeiro de 1884 - 15 de março de 1919) foi um pugilista americano, que se tornou campeão mundial dos meios-pesados entre 1906 e 1907.

## Biografia
Mellody começou a boxear em 1901, aos 17 anos, tendo feito sua estreia com um nocaute sobre Johnny Fitzgerald. Em seguida, Mellody conseguiu manter-se invicto até 1903, quando acabou sendo nocauteado por Jig Stone.
Depois de duas tentativas frustradas de se vingar de Stone, onde ambas resultaram em meros empates, Mellody decidiu mudar o rumo de sua carreira e passou a enfrentar adversários mais qualificados do que seu antigo algoz. 
Dessa forma, entre 1903 e 1904, Mellody acumulou vitórias sobre Billy Gardner, Patsy Sweeney (3 vezes), Matty Matthews, Eddie Connolly e Martin Duffy, sendo que este último se auto-proclamava o campeão mundial branco dos meios-médios desde que ele havia nocauteado Rube Ferns no princípio de 1903.
Em uma época de extrema segregação racial, esse título de campeão mundial branco dos meios-médios somente havia surgido porque o verdadeiro campeão mundial vigente da época era o pugilista negro Joe Walcott. Não obstante, Mellody manteve esse seu discriminatório título até o final de 1904, quando acabou sendo duramente nocauteado por Buddy Ryan.
Recuperando-se de seu revés, em 1905, Mellody manteve-se invicto, tendo conquistado seis vitórias, em oito lutas disputadas. Um ano mais tarde, portanto já em 1906, Mellody superou Terry Martin (2 vezes) e Charles McKeever (2 vezes), antes de conseguir chegar até o campão mundial Joe Walcott.
Walcott estava retornando de um período de inatividade, em virtude de um acidente ocorrido no final de 1904, que o havia deixado longe dos ringues durante todo o ano de 1905. Mesmo não ostentando mais o preparo físico de outrora, quando Walcott e Mellody subiram ao ringue no final de 1906, foi o campeão quem fez Mellody ir à lona logo no primeiro assalto. Todavia, Mellody conseguiu se recuperar no combate, de modo que ao final de quinze assaltos acabou sendo anunciado como o novo campeão mundial dos meios-médios.
Uma revanche entre Walcott e Mellody se sucedeu apenas um mês depois da conquista de Mellody, porém, novamente o ex-campeão demonstrou estar mal fisicamente, quando no 12º round da luta teve de desistir em virtude de uma contusão no braço esquerdo.
Após manter seu título contra Joe Walcott, Mellody fez mais uma defesa bem sucedida contra Terry Martin, antes de vir a perder seu título, em 1907, diante de Mike Twin Sullivan. Sullivan, porém, logo deixou claro sua intenção de subir para a categoria dos pesos-médios, de modo que o título dos meios-médios passou a ficar supostamente em aberto.
Dessa forma, ainda em 1907, uma luta foi organizada como sendo válida pelo título mundial dos meios-médios, envolvendo o ex-campeão Honey Mellody e o promissor desafiante ao título Frank Mantell. Derrotado por Mantell, com um nocaute no 15º assalto, Mellody tinha ficado aparentemente de fora dessa disputa pelo possível título vacante.
No entanto, quando no início de 1908, Mantell acabou sendo duramente nocauteado por Harry Lewis, uma nova oportunidade surgiu para Mellody, que então resolveu desafiar o pretenso título de Lewis. Infelizmente para Mellody, Lewis precisou de apenas quatro assaltos para nocautear todos os anseios de Mellody.
Posteriormente, quando Mike Twin Sullivan oficializou sua renúncia ao título dos meios-médios, em meados de 1908, Lewis conseguiu ter seu título de campeão reconhecido universalmente, ao passo que Mellody encaminhava-se para o ostracismo.
Mellody parou de lutar em 1913 e, apenas seis anos mais tarde, aos 35 anos de idade, veio a falecer por causa de uma pneumonia.